# Tekoma
Tekoma (lat. Tecoma), biljni rod iz suptropske i tropske Amerike iz porodice katalpovki Sastoji se od 8 vrsta listopadnih penjajućih grmova i drveća.
Najrasprostranjenija je Tecoma stans, od juga SAD−a na jug do Argentine, a uvezena i u Afriku tropsku Aziju.

## Opis
Drveće ili grmlje. Lišće neparnoperasto, nasuprotno; listići nazubljeni. Cvjetovi u završnim grozdovima ili metlicama. Čaška kupasta, 5-nazubljena. Vjenčić žut (kod jedne naturalizirane vrste), narančast, crven ili druge boje kod kultiviranih vrsta. Prašnika 4, dvostrukih (didinamični); staminode 0 ili 1. Plod linearno-duguljasta čahura. Sjemenke s hijalinskim krilcima.

## Vrste
1. Tecoma beckii J. R. I. Wood
2. Tecoma castanifolia (D. Don) Melch.
3. Tecoma fulva (Cav.) G. Don
4. Tecoma osbeckii A. H. Gentry ex J. R. I. Wood
5. Tecoma rosifolia Kunth
6. Tecoma stans (L.) Juss. ex Kunth
7. Tecoma tenuiflora (DC.) Fabris
8. Tecoma weberbaueriana (Kraenzl.) Melch.